# Hearts Don't Break Around Here
"Hearts Don't Break Around Here" é uma canção gravada pelo músico inglês Ed Sheeran para ÷ (2017), seu terceiro álbum de estúdio. Aquando do lançamento inicial do disco no Reino Unido, o tema conseguiu fazer uma estreia na tabela oficial de canções dentro das quinze melhores posições.

## Desempenho nas tabelas musicais
| País — Tabela musical (2017)                          | Posição de pico |
| ----------------------------------------------------- | --------------- |
| Austrália — Top 100 Singles (ARIA Charts)             | 32              |
| Áustria — Ö3 Austria Top 40                           | 45              |
| Canadá — Hot 100 (Billboard)                          | 42              |
| República Checa — Singles Digital - Top 100 (FIIF)    | 26              |
| Dinamarca — Single Top-40 (Hitlisten)                 | 32              |
| França — Top Singles (SNEP)                           | 115             |
| Alemanha — Top 100 Singles (GfK Entertainment Charts) | 145             |
| Hungria — Stream Top 40 (MAHASZ)                      | 37              |
| Irlanda — Singles Top 50 (IRMA)                       | 13              |
| Itália — Top Singoli (FIMI)                           | 54              |
| Países Baixos — Single Top 100 (MegaCharts)           | 25              |
| Eslováquia — Singles Digital - Top 100 (FIIF)         | 29              |
| Suécia — Top Singles Top 100 (Sverigetopplistan)      | 43              |
| Reino Unido — Official Singles Chart Top 100 (OCC)    | 15              |
| Estados Unidos — Billboard Hot 100                    | 93              |